# Gizela, kći Luja Pobožnog
Gizela (fra. Gisèle; rođena 821.) bila je franačka princeza, jedina kći kralja Luja I. Pobožnog i njegove druge supruge, kraljice Judite Bavarske.
Bila je sestra kralja Franaka, Karla II. Ćelavoga te teta Luja II. Mucavca, Karla Djeteta, Judite Flandrijske i Lotra Hromog, kao i šogorica kraljica Ermentrude i Richilde.
Gizelin suprug je bio sveti Eberhard od Furlanije. Ovo je popis njihove djece:
- Évrard[1]
- Ingeltruda[2]
- Unruoch III.
- Rudolf
- Berengar I., kralj Italije
- Adalhard
- Hedviga
- Gizela
- Judita
- kći?[3]

Dio Gizelina miraza bio je Cysoing, gdje je Gizela dala sagraditi opatiju. Samostan San Salvatore dan je Gizeli te je ona postala redovnica u njemu. Gizela je dala načiniti prelijepe mozaike, koji prikazuju raspeće Isusa, Isusovu majku Mariju te samu Gizelu.